# Podbořany
Podbořany (tjekkisk udtale: [ˈpodbor̝anɪ] ; tysk: Podersam) er en by i distriktet  Louny i regionen Ústí nad Labem-regionen i Tjekkiet med omkring 6.400 indbyggere. Byen er kendt for at producere humle.
Bydelene og landsbyerne Buškovice, Dolánky, Hlubany, Kaštice, Kněžice, Letov, Mory, Neprobylice, Oploty, Pšov, Sýrovice og Valov er administrative dele af Podbořany.

## Geografi
Podbořany ligger omkring 31 km  sydvest for Louny og 38 km øst for Karlovy Vary. Det ligger for det meste i Mostbækkenet, men en lille vestlig del af kommunens område strækker sig ind i Doupov-bjergene og omfatter det højeste punkt i Podbořany på 460 meter over havets overflade. Dolánecký-strømmen løber gennem byen.

## Historie
Ifølge arkæologisk forskning levede slaviske stammer her før det 10. århundrede, og der var en vigtig slavisk gord på den nærliggende Rubín-bakke. Nogle forskere identificerer endda Rubín med den mytiske Wogastisburg, som var scenen for slaget ved Wogastisburg.
Den første skriftlige omtale af Podbořany er i et skøde fra klostret i Postoloprty fra 1362. Landsbyen var ejet af klostret indtil 1426, hvor den blev købt af Gutštejns herrer. Under deres styre blev Podbořany en købstad. I 1575 fik Podbořany, som en ejendom tilhørende familien Schlick, byrettigheder.
I løbet af det 16. århundrede startede germaniseringen af Podbořany. Efter 30-årskrigen blev tyskerne flertal. I 1945-1946 blev den tyske befolkning fordrevet, og de blev delvist erstattet af tjekkere fra Volhynien.

## Seværdigheder
Peter og Paulus kirke er en senbarok bygning fra 1781. Ved siden af kirken ligger en præstegård fra 1788.
Frelserens Kirke blev bygget af tyske lutheranere, der boede i og omkring Podbořany i 1901-1902. I dag tjener den pseudo-romanske bygning primært kulturelle formål.